# Újszéplak
Újszéplak (szlovákul Nová Polianka): üdülőtelepülés, Magastátra város része Szlovákiában, a Magas-Tátrában, az Eperjesi kerület Poprádi járásában. Mintegy 150 lakosa van.

## Fekvése
A Magas-Tátrában, Ótátrafüredtől 5 km-re délnyugatra fekszik.

## Története
Az üdülőfalut 1946-ban építették Felsőhági és Tátraszéplak között Milan Michal Harminc pozsonyi építész tervei szerint. 1947-ig Batizfalvához tartozott, akkor Ótátrafüredhez csatolták, 1999 óta pedig Magastátra város része. Lakossága főleg a tátrai idegenforgalomból él.

## Nevezetességei
Kiemelkedő épülete az 1956-ban épült katonai tüdőszanatórium.